# 12664 Sonisenia
12664 Sonisenia este un asteroid din centura principală de asteroizi.

## Descriere
12664 Sonisenia este un asteroid din centura principală de asteroizi. A fost descoperit pe 27 septembrie 1978 la Observatorul astrofizic din Crimeea de Liudmila Cernîh. Asteroidul prezintă o orbită caracterizată de o semiaxă mare de 2,58 ua, o excentricitate de 0,16 și o înclinație de 2,8° în raport cu ecliptica.